# Philippe Martin (polityk)
Philippe Martin (ur. 22 listopada 1953 w La Garenne-Colombes) – francuski polityk i samorządowiec, działacz Partii Socjalistycznej, parlamentarzysta, w latach 2013–2014 minister.

## Życiorys
Absolwent studiów prawniczych. Zaangażował się w działalność polityczną w ramach Partii Socjalistycznej. Pracował w administracji miejskiej w Suresnes, później na stanowiskach politycznych. Był m.in. szefem gabinetów politycznych socjalistycznych ministrów (1981–1983, 1988–1992). Następnie pełnił funkcję prefekta w departamentach Gers i Landy. Od 1998 wybierany na radnego departamentu Gers, do 2013 był przewodniczącym rady generalnej. Powrócił na tę funkcję w 2014. W latach 2001–2008 był zastępcą mera Valence-sur-Baïse.
W 2002 po raz pierwszy wybrany do Zgromadzenia Narodowego. Z powodzeniem ubiegał się o reelekcję w wyborach w 2007 i 2012. W lipcu 2013 zastąpił Delphine Batho na stanowisku ministra ekologii, zrównoważonego rozwoju i energii w rządzie, którym kierował Jean-Marc Ayrault. Pełnił tę funkcję do końca funkcjonowania gabinetu w 2014.
W 2022 został skazany na karę pozbawienia wolności za defraudację funduszy publicznych w związku z fikcyjnym zatrudnieniem żony na stanowisku asystentki poselskiej.